# Clair (album)
Pour les articles homonymes, voir Clair.
Albums de J.P. Nataf
Plus de sucre
Clair est le deuxième album de J. P. Nataf, sorti le 9 novembre 2009.

## Liste des titres
| No  | Titre               | Durée |
| --- | ------------------- | ----- |
| 1.  | Myosotis            |       |
| 2.  | Clair               |       |
| 3.  | Elle                |       |
| 4.  | Viens me le dire    |       |
| 5.  | Monkey              |       |
| 6.  | Après toi           |       |
| 7.  | Seul alone          |       |
| 8.  | Clamecy             |       |
| 9.  | Les Lacets          |       |
| 10. | Le Radeau           |       |
| 11. | Un jour sans erreur |       |
| 12. | A Mandoline         |       |